# Große Nussmuschel

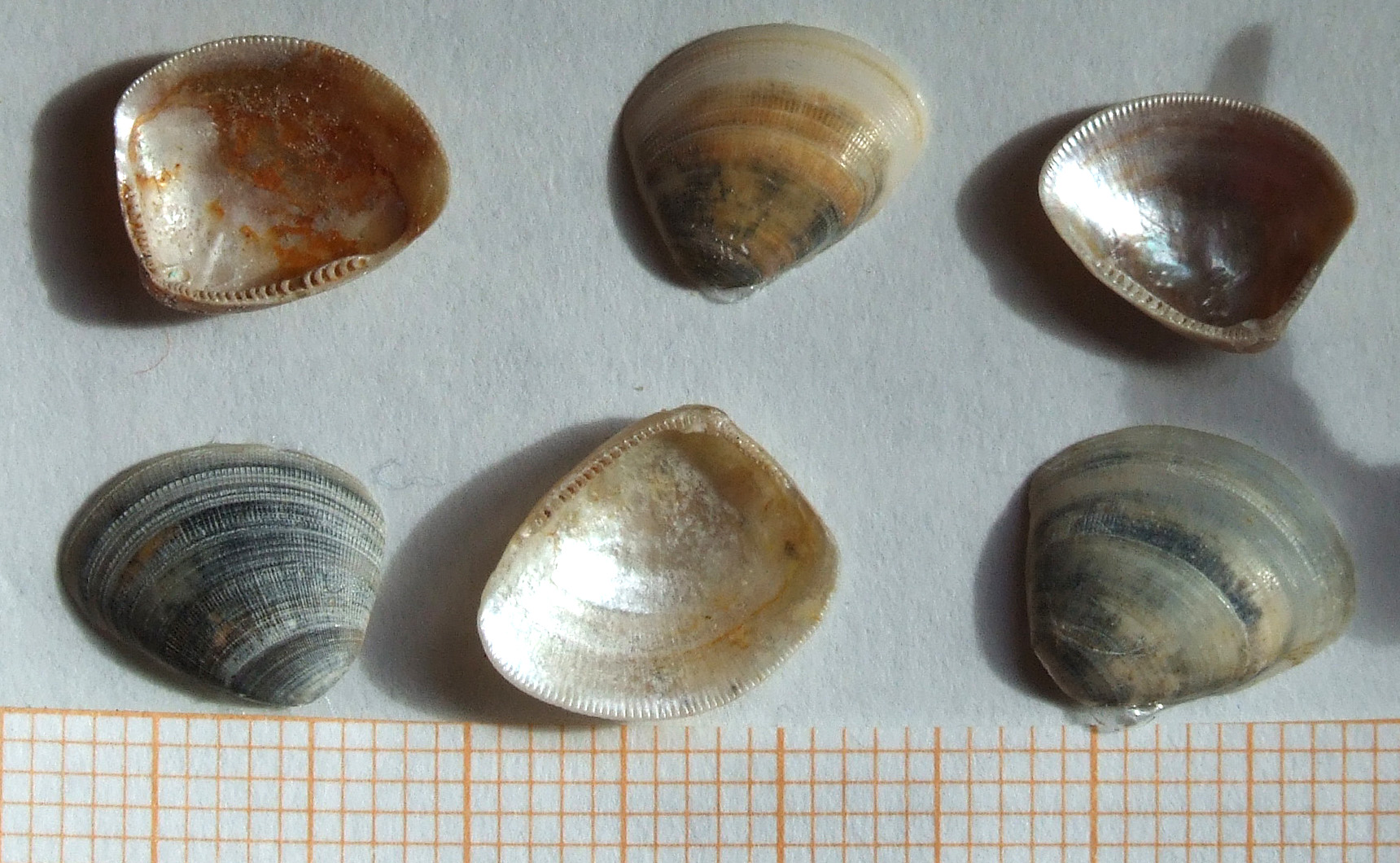
Einzelne Klappen der Großen Nussmuschel

Die Große Nussmuschel (Nucula nucleus), auch Gemeine Nussmuschel genannt,  ist eine Muschel-Art aus der Familie der Nussmuscheln (Nuculidae).

## Merkmale
Das Gehäuse ist im Umriss annähernd dreieckig und wird bis etwa 1,3 cm lang. Der kleine, nach vorne gerichtete Wirbel sitzt hinter der Mitte, d. h. das Gehäuse ist vorne länger als hinten. Das Vorderende ist gut gerundet, das Hinterende ist abgestutzt. Die Oberfläche weist feine konzentrische Anwachslinien und sehr feine, mit bloßem Auge kaum erkennbar radiale Linien auf. Das Schloss bzw. Schlosslinie ist winklig abgeknickt (ca. 95 bis 100°) und ist dadurch in einen vorderen und einen hinteren Teil gegliedert. Es besteht aus einer Reihe gleichförmiger Zähne und Zahngruben; vorne sind es 16 bis 25 Zähne, hinten 11 bis 14 Zähne. Die nach vorne gerichtete Ligamentgrube befindet sich eingesenkt unter dem Wirbel zwischen den beiden Zahngruppen. Die Klappenränder sind gezähnelt. Der vordere und der hintere Schließmuskel sind annähernd gleich groß. Die Mantellinie ist nur schwach ausgeprägt und weist keine Mantelbucht auf. Die Tiere haben keine Siphonen. Die Mundlappen besitzen lange, mit Wimpern besetzte Fortsätze, die sogenannten Mundlappentaster. Der sehr bewegliche Fuß hat eine Sohle mit gezackten Rändern. Die mineralische Schale ist aus drei aragonitischen Schichten aufgebaut, die innere Schicht besteht aus schichtig-angeordneten Perlmuttplättchen, die mittlere Schicht aus säulig angeordneten Perlmuttplättchen, und die äußere Schalenlage ist aus dentikular-prismatischen Strukturen aufgebaut. Darüber folgt noch das dünne, organische Periostracum. Der Gehäuserand ist durch die prismatisch-dentikularen Strukturen der oberen mineralisierten Schalenlage fein gezähnelt. Das Periostracum ist gelblich, gelbgrün, grünlichbraun bis grau, selten auch mit orangefarbenen oder purpurgrauen Striemen; die Oberfläche ist matt. Die Innenseite der Klappen glänzt perlmuttrig. Die Oberfläche, besonders am Hinterende ist oft mit Manganablagerungen bedeckt. Die Schale selber ist weißlich.

Rechte Klappe
Linke Klappe

## Geographische Verbreitung und Lebensraum
Die Große Nussmuschel kommt in den Küstengebieten des östlichen Atlantik von Norwegen bis nach Südafrika vor, und sie dringt auch in die Nordsee sowie das Mittelmeer und bis ins Schwarze Meer vor.
Sie lebt eingegraben dicht unter der Sedimentoberfläche auf Feinsand- und Schlickböden von etwa 10 Meter Wassertiefe bis in etwa 1000 Meter Wassertiefe.

## Lebensweise
Da die Große Nussmuschel keine Siphonen besitzt, durch die das Wasser ein- und ausströmt, wird das Wasser mittels Zilien auf den Kiemen und Mundlappen in die Mantelhöhle transportiert und zwischen den Kiemen gefiltert. Die von den Kiemen heraus gefilterten Nahrungspartikel stellen jedoch nur den kleineren Teil der Nahrung dar. Der größere Teil wird durch die mit Wimpern besetzten paarigen Mundlappentaster aufgenommen. Die Taster werden über die Sedimentoberfläche bewegt, und die Nahrungsteilchen (Detritus) werden durch die Bewegung der Wimpern zum Mund geführt. Die Große Nussmuschel ist sehr beweglich. Die Sohle des Fußes kann zusammen gefaltet werden und kann mit den aneinander gelegten gezackten Rändern in das Sediment gedrückt werden. Dann wird die Sohle wieder entfaltet, der Fuß ist verankert und der Körper mit dem Gehäuse kann nachgezogen werden.

## Taxonomie
Das Taxon wurde von Carl von Linné 1758 als Arca nucleus in die wissenschaftliche Literatur eingeführt. Es ist die Typusart der Gattung Nucula Lamarck, 1799.

## Belege

### Online
- Marine Bivalve Shells of the British Isles: Nucula nucleus (Linnaeus, 1758) (Website des National Museum Wales, Department of Natural Sciences, Cardiff)